# Epidendrum anceps
Epidendrum anceps es una especie de orquídea epífita del género Epidendrum. Es una especie muy variable con flores pequeñas, purpúreo-verdosas sobre un pedúnculo largo. La inflorescencia es en su mayoría un racimo subcapitado.

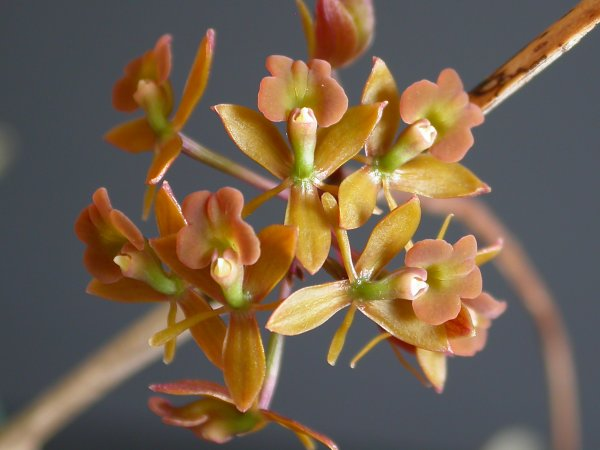
Flores

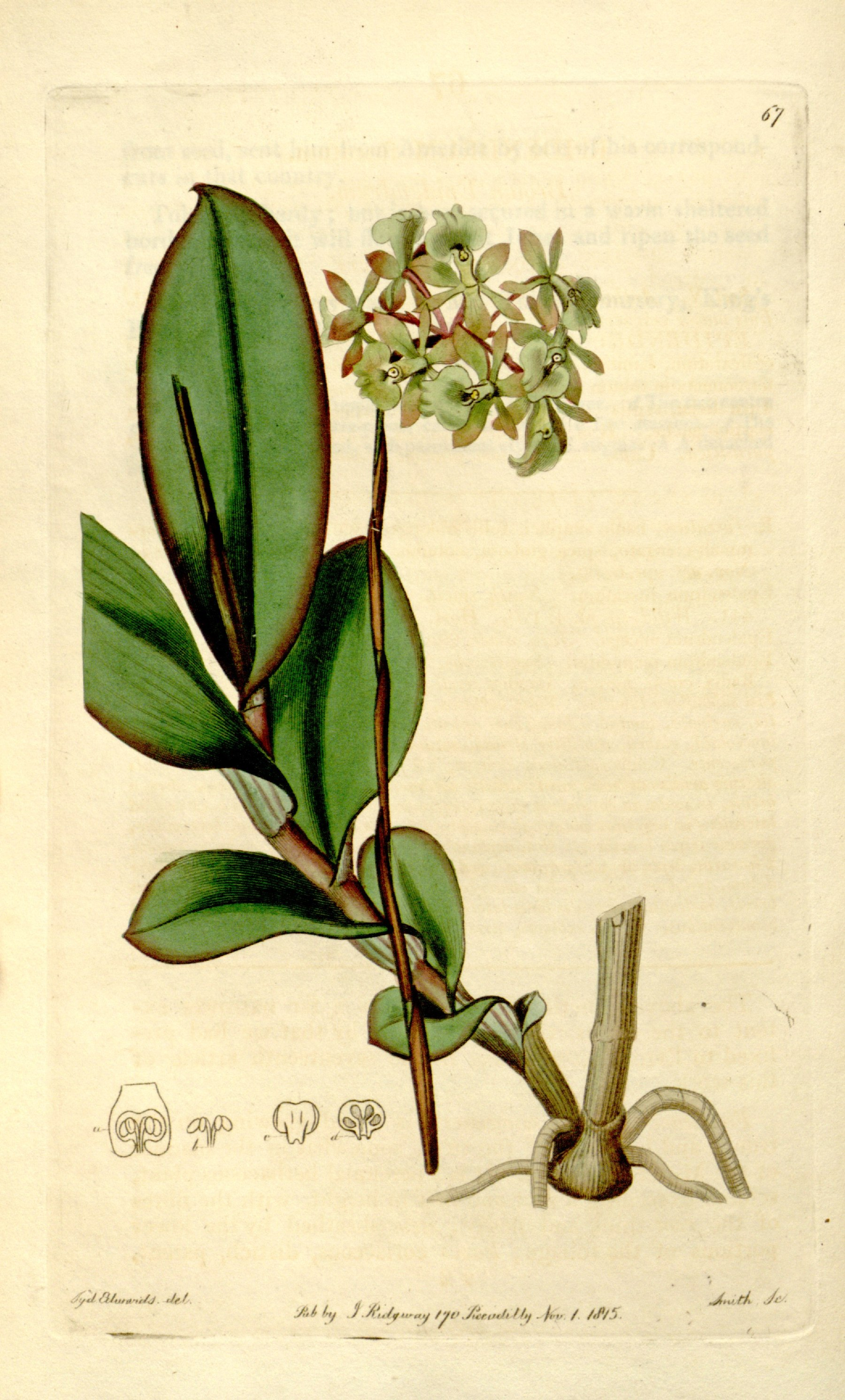
Ilustración

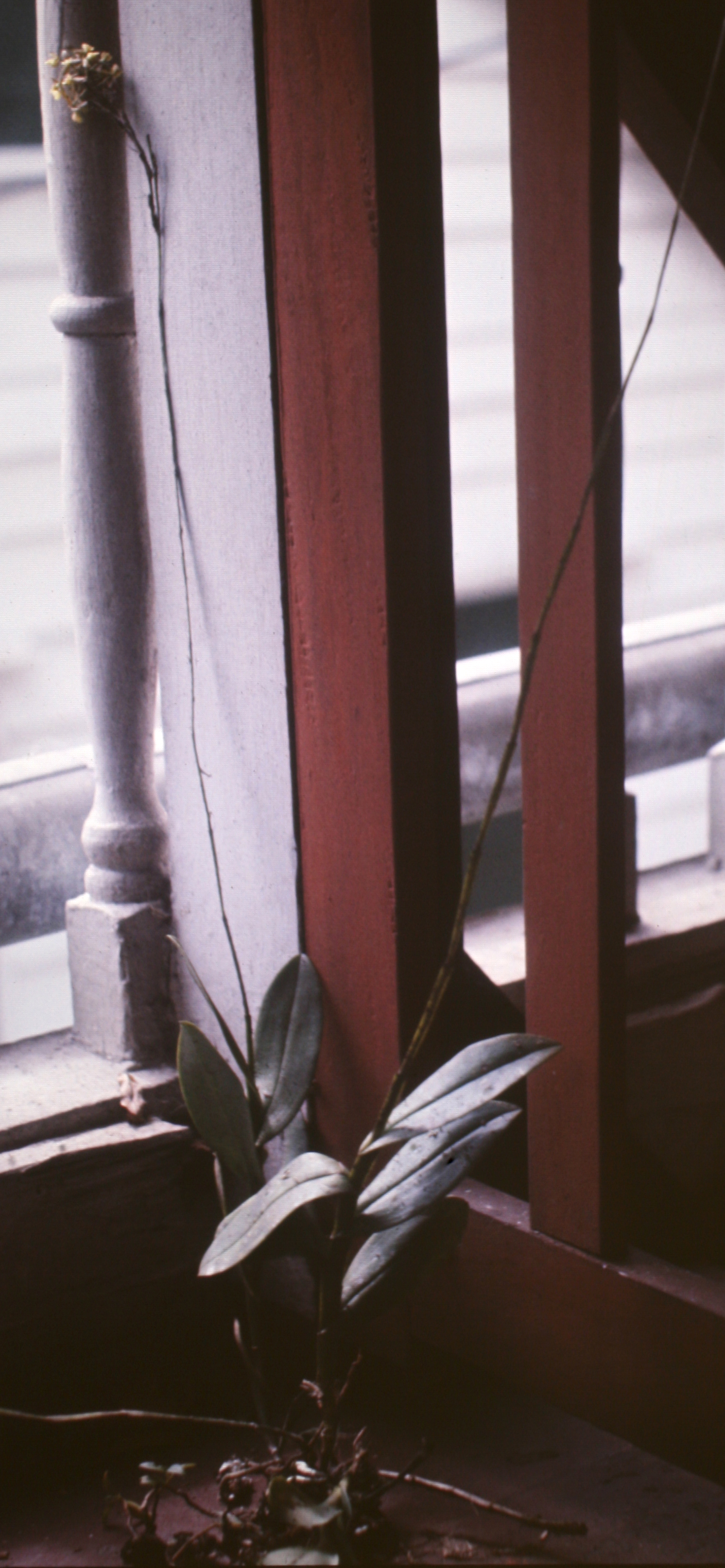
Vista de la planta

## Descripción
Es una orquídea cespitosa de mediano tamaño que prefiere el clima templado a frío. Tiene hábitos de epífita u ocasionalmente litófita , con tallos secundarios erectos hasta patentes, de 15–20 cm de largo y 6–8 mm de ancho, algo comprimidos, apicalmente foliados. Hojas de 8–15 cm de largo y 2.5 cm de ancho, ápice obtuso a agudo, membranáceas.
La inflorescencia en forma de un racimo subcapitado o panícula con ramas en forma de racimos subcapitados, 30 cm de largo, con pocas flores, el pedúnculo 6–9 cm de largo, la bráctea basal más larga pero similar en forma a las brácteas pedunculares apicales, las brácteas florales patentes, las flores con sépalos purpúreo-verdosos, los pétalos purpúreos y el labelo purpúreo obscuro; sépalos con ápice carinado, el dorsal 7.5 mm de largo y 2.3 mm de ancho, los laterales 8 mm de largo y 3.3 mm de ancho; pétalos 7 mm de largo y 0.7 mm de ancho, ápice redondeado; la porción libre del labelo reniforme, 5 mm de largo y 6 mm de ancho, carnosa, 3-lobada, los lobos laterales subcuadrados, el lobo medio transversalmente elíptico, más pequeño que los lobos laterales, simple a apicalmente 2-lobado, disco con 2 callos grandes y redondeados; columna 5 mm de largo; ovario y pedicelo juntos 1.5 cm de largo.
Se diferencia de la especie similar Epidendrum amphistomum por ser más pequeña, más verde y las flores con el labio con 3 lóbulos.

## Distribución y hábitat
Se encuentra en Cuba, República Dominicana, Haití, Jamaica, islas de Sotavento, Puerto Rico, Trinidad y Tobago, Islas de Barlovento, México, Guatemala, Belice, El Salvador, Honduras, Nicaragua, Costa Rica, Panamá, Colombia, Venezuela, Perú, Bolivia y Brasil, en los pantanos con cipreses y húmedas montañas de la selva tropical en altitudes de hasta 2000 metros.

## Taxonomía
Epidendrum anceps fue descrita por  Nikolaus Joseph von Jacquin y publicado en Selectarum Stirpium Americanarum Historia ... 224, pl. 138. 1763.
Etimología
Ver: Epidendrum
anceps: epíteto latino que significa "con dos cabezas o dos bordes afilados".
Sinonimia
- Amphiglottis anceps (Jacq.) Britton
- Amphiglottis lurida Salisb.
- Cattleya galeottiana (A.Rich. & Galeotti) Beer
- Epidendrum anceps var. virescens (G. Lodd.) Lindl.
- Epidendrum cearense Barb.Rodr.
- Epidendrum ensatum A.Rich. & Galeotti
- Epidendrum fuscatum Sm.
- Epidendrum fuscatum var. virescens Lodd. ex Lindl.
- Epidendrum fuscatum var. viridipurpureum (Hook.) Lindl.
- Epidendrum galeottianum A.Rich. & Galeotti
- Epidendrum schenckianum Kraenzl.
- Epidendrum schreineri Barb.Rodr.
- Epidendrum secundum subsp. briegeri H.Dietr.
- Epidendrum virescens G. Lodd.
- Epidendrum viridipurpureum Hook.
- Tritelandra fuscata (Sm.) Raf.[4][5]